# Peel en Maas
Peel en Maas est une commune des Pays-Bas de la province du Limbourg.
La commune de Peel en Maas a été créée le 1er janvier 2010 par la fusion des communes de Helden, Kessel, Maasbree et Meijel.
La commune tire son nom du fait de sa situation entre la région naturelle du Peel et la Meuse.